# Canon EOS R8
- -
Le Canon EOS R8 est un appareil photographique hybride (à objectifs interchangeables) plein format produit par Canon. L'appareil photo a été annoncé par Canon en février 2023.
Il reprend le capteur d'images, le processeur et l'autofocus de l'EOS R6 Mark II dans le boîtier de l'EOS RP. Cependant, contrairement à l'EOS R6, il ne possède pas de stabilisation d'image intégrée au boîtier.

## Réception
Il a été généralement bien reçu, les reviewers signalant qu'il s'agit du plus petit et plus léger full-frame de Canon, mais regrettant l'absence de stabilisation intégrée,.